# Sellos de Tom of Finland
Los sellos de Tom of Finland son una edición de 2014 de tres sellos finlandeses de primera clase que contienen obras del artista finlandés Tom of Finland (nacido como Touko Laaksonen) y que celebran su trabajo. Son la primera serie de sellos postales emitidas en el mundo que presentan arte homoerótico.

## Historia
Los sellos fueron anunciados por el servicio postal finlandés Itella Posti Oy en abril de 2014 y se lanzaron el 8 de septiembre. Se consideran los primeros del mundo que representan arte homoerótico.
Según la Fundación Tom of Finland (TFF), la selección de las imágenes para los sellos fue coordinada por Solja Järvenpää del Centro de Promoción de las Artes de Finlandia, Susanna Luoto y Durk Dehner de TFF, y Timo Berry de la agencia de diseño finlandesa BOTH, quienes los diseñaron. Los sellos fueron impresos por Joh. Enschedé Stamps en Países Bajos y cada uno posee dimensiones diferentes: 43 x 32 mm, 46 x 33 mm y 36 x 33 mm.
Itella Posti Oy elogió las obras del artista por haber alcanzado un estatus icónico en su género y por haber influido, por ejemplo, en la cultura pop y la moda. El nuevo Museo Postal en Tampere fue inaugurado con una exhibición del trabajo del artista e intercambios de cartas coincidiendo con el lanzamiento de los sellos.
La crítica de arte Estelle Lovatt dijo que los sellos eran una «gran declaración»; ella y otros, incluido Mark Joseph Stern, escritor de un blog LGBTQ en Slate, señalaron que Finlandia aún no había legalizado el matrimonio entre personas del mismo sexo. En Finlandia, una petición en línea pedía la cancelación de la edición señalando que no era «[ni] estéticamente hermosa [ni] culturalmente valiosa», y la cadena de grandes almacenes Halpa-Halli, de propiedad cristiana, se negó a venderlos. La emisión de los sellos corrió paralela al debate público sobre la legalización del matrimonio homosexual en el mismo año; el Parlamento aprobó un proyecto de ley de legalización el 12 de diciembre de 2014.

## Diseño
Los sellos postales son obra del diseñador finlandés Timo Berry y están basados en dibujos de Touko Laaksonen. Como señalaron Berry y otros, la mayor importancia de Tom of Finland es su inclinación por una fuerte masculinidad gay. Anteriormente, los homosexuales habían sido retratados como petulantes, débiles o femeninos. Laaksonen desarrolló los primeros elementos de su estilo, incluido el uso de uniformes, durante la Guerra de Continuación de Finlandia (1941-1944), cuando las tropas alemanas estaban estacionadas en Helsinki. La emisión es una hoja miniatura compuesta por tres sellos autoadhesivos de primera calidad: dos muestran secciones de un dibujo de un hombre desnudo sentado entre las piernas de otro hombre vestido de policía y con un cigarrillo en la boca; el otro representa un trasero desnudo con la cara de un hombre mirando entre las dos piernas.

## Recepción internacional
El servicio postal finlandés informó una cantidad récord de interés en la emisión de sellos, incluidos pedidos anticipados de 178 países. Itella planeó producir 200 000 hojas y permite pedidos en línea por parte de compradores extranjeros. El periódico alemán Der Tagesspiegel denominó a la serie como un Kassenschlager, un éxito de taquilla mundial. La mayoría de los pedidos procedían de Suecia, Reino Unido, Estados Unidos y Francia. Seth Millstein escribió en Bustle: «Los diseños no son del todo explícitos, pero son mucho más gráficos que cualquier cosa que haya aparecido en un sello postal de EE.UU.» Un escritor del Washington Post los llamó «bastante subidos de tono». El Museo de Victoria y Alberto de Londres adquirió un juego de sellos del primer día como una "adición significativa a los objetos de la cultura LGBTQ en la colección".
Vitaly Milonov, un político ruso antigay que entonces formaba parte del concejo de San Petersburgo, pidió que se prohibieran los sellos en Rusia y que los finlandeses se abstuvieran voluntariamente de usarlos en los correos enviados a Rusia.

## Análisis
Según Dean Shepherd, editor de Gibbons Stamp Monthly, probablemente sean las primeras estampillas con arte homoerótico de cualquier tipo. Al respecto, según Markku Penttinen, gerente de desarrollo de los servicios postales de Finlandia, ya en la década de 1950 los sellos finlandeses mostraban mujeres desnudas en el sauna. Tanto la desnudez masculina como la femenina aparecieron en sellos ya en el siglo XIX: los sellos españoles de 1930 que representan a La maja desnuda de Francisco de Goya constituyeron la primera imagen abierta del cuerpo de una mujer humana (a diferencia de una diosa griega) con vello púbico en un sello y provocaron un escándalo en ese momento.